# Nils Gullberg
Nils Johan August Gullberg, född 19 januari 1916 i Malmö, död där 25 juli 1983, var en svensk präst. 
Gullberg, som var son till möbelsnickare Alfred Gullberg och Gerda Nelander, avlade studentexamen 1935, blev teologie kandidat vid Lunds universitet 1942 och prästvigdes 1943. Han var pastorsadjunkt i Simrishamns, Strövelstorps, Farhults, Löderups, Förslövs och Lomma församlingar 1943–1949, blev kyrkoadjunkt i Bunkeflo församling 1949, var vice pastor där 1954–1956 samt blev komminister i Västra Skrävlinge församling i Malmö 1958 och kyrkoherde i Sofielunds församling i samma stad 1969.